# Копунь
Копу́нь (рос. Копунь) — село у складі Шелопугінського району Забайкальського краю, Росія. Адміністративний центр Копунського сільського поселення.

## Населення
Населення — 492 особи (2010; 591 у 2002).
Національний склад (станом на 2002 рік):
- росіяни — 99 %